# In der Beek
In der Beek ist eine Ortslage im Norden der bergischen Großstadt Wuppertal.

## Lage und Beschreibung
Die Ortslage liegt im Tal der Varresbeck auf einer Höhe von 219 m ü. NHN an der gleichnamigen Straße In der Beek im nach der Ortslage benannten Wohnquartier Beek im Stadtbezirk Uellendahl-Katernberg. Die Ortslage In der Beek geht auf zwei getrennte Wohnplätze zurück, von denen einer nahe der Quelle der Varresbeck liegt und der andere ein paar hundert Meter flussabwärts. Im unteren Wohnplatz befindet sich das denkmalgeschützte, seit 1542 belegte Hofeshaus Beek.
Benachbarte Ortslagen sind An der Straße, der Reithof Katernberg, Häuschen, Bergerheide,  Falkenberg, Am Baum, Am Steinberg und Hosfelds Katernberg. Abgegangen ist das benachbarte Lipkens Katernberg.

## Geschichte
Die beiden Wohnplätze sind auf der Topographia Ducatus Montani des Erich Philipp Ploennies aus dem Jahre 1715 jeweils als i.d.Beck verzeichnet. 1815/16 lebten 53 Menschen im Ort. Auf der Topographischen Aufnahme der Rheinlande von 1824 werden die Wohnplätze in O. Beek und U. Beek unterschieden.
1832 gehörte der Ort zur Dorper Rotte des ländlichen Außenbezirks des Kirchspiels und der Stadt Elberfeld. Der laut der Statistik und Topographie des Regierungsbezirks Düsseldorf als Weiler kategorisierte Ort besaß zu dieser Zeit sieben Wohnhäuser und sieben landwirtschaftliche Gebäude. Zu dieser Zeit lebten 55 Einwohner im Ort, alle evangelischen Glaubens.